# 我的野蠻媽咪
《我的野蠻媽咪》（日文原名：暴れん坊ママ）是2007年10月16日到2007年12月18日在日本富士電視台播放的連續劇，共10集，第一集延長10分鐘，台灣緯來日本台在2008年9月9日首播，上戶彩主演。此劇是上戶彩第一次飾演母親。

## 劇情概要
在鄉下漁村長大的川野步（上戶彩）是個開朗直率、大而化之的豪爽女孩，與來自大都市的美髮師川野哲（大泉洋）相戀並結婚，正準備過新婚生活時，突然阿哲和前妻的小孩佑樹（澁谷武尊）來到家裡，小步只好勉為其難當起5歲小孩的現成媽咪。沒想到好不容易把佑樹送進貴族幼稚園，竟還要面對幼稚園的貴婦媽媽團體（友坂理惠、片瀨那奈、山口紗彌加等），個性好強、決不認輸的小步，為了家庭、學校、及人際關係而不斷奮戰……

## 登場人物

### 川野家
- 川野步：上戶彩
- 川野哲：大泉洋
- 川野佑樹：澁谷武尊
- 吉田吾郎：大和田伸也

### 幼稚園園童及家人
- 北条翠子：友坂理惠
- 北条一：東幹久
- 北条蓮：谷端奏人
- 花輪倫子：片瀨那奈
- 花輪英二：岡本光太郎
- 花輪大輝：鏑木海智
- 小南八重：山口紗彌加
- 小南學：音尾琢真
- 小南櫻：小西結子
- 植松莉香：中山惠
- 植松莉子：小出幸果
- 一郎的母親：細谷里繪
- 紗理奈的母親：嶋田奏子

### 幼稚園老師
- 高澤理惠子：岡江久美子
- 山口洋平：向井理
- 阿部直也：瀨戶康史

### 其他
- 金井玉男：日村勇紀（搞笑團體「香蕉人」）
- 金井幸子：廣岡由里子
- 岩崎景子：紺野真晝
- 「秀育塾」的老師：宮田早苗

## 製作人員
- 劇本：大石靜
- 導演：佐藤祐市、石川淳一
- 製作：永井麗子
- 音樂：服部隆之
- 企畫：大辻健一郎
- 監製：富士電視台、共同電視台

## 放送日、副標題、收視率
| 集數   | 放送日         | 副標題                     | 收視率 |
| ------ | -------------- | -------------------------- | ------ |
| 第1話  | 2007年10月16日 | なんで私がママなのよっ!!   | 15.3%  |
| 第2話  | 2007年10月23日 | 突撃!! 園ママデビュー戦    | 14.2%  |
| 第3話  | 2007年10月30日 | オヤジ襲来!! 退園の危機    | 11.8%  |
| 第4話  | 2007年11月6日  | 見た!! 園ママ社会のウソ    | 11.6%  |
| 第5話  | 2007年11月13日 | 衝撃! 本当のママの秘密     | 11.7%  |
| 第6話  | 2007年11月20日 | 初恋!!（秘）ヒヒーン作戦!? | 11.1%  |
| 第7話  | 2007年11月27日 | 息子は天才!?お受験参戦     | 11.9%  |
| 第8話  | 2007年12月4日  | 大迷惑!! 空気読めない男    | 11.0%  |
| 第9話  | 2007年12月11日 | 大逆転!! 波乱のXマス会     | 10.9%  |
| 最終話 | 2007年12月18日 | 涙の卒園式…愛しい子よ      | 14.2%  |

※平均收視率12.4% （收視率是日本關東地區由Video Research社調查）

## 外部連結
- 富士電視台的介紹網頁
- 緯來日本台的介紹網頁 （页面存档备份，存于）

## 作品的變遷
| 日本富士電視台系列 火九連續劇         | 日本富士電視台系列 火九連續劇            | 日本富士電視台系列 火九連續劇 |
| ------------------------------------- | ---------------------------------------- | ----------------------------- |
|                                       | 我的野蠻媽咪 （2007.10.16 - 2007.12.18） |                               |
| 花樣少年少女 （2007.7.3 - 2007.9.18） | 蜂蜜與四葉草 （2008.1.8 - 2008.3.18）    |                               |